# Skòrøy
Die Skòrøy (norwegisch für Spalteninsel) ist eine Insel vor der Ingrid-Christensen-Küste des ostantarktischen Prinzessin-Elisabeth-Lands. Sie liegt östlich der Spissøya und des Publications-Schelfeises im südöstlichen Teil der Prydz Bay.
Norwegische Kartografen, die sie auch benannten, kartierten sie 1946 anhand von Luftaufnahmen, die bei der Lars-Christensen-Expedition 1936/37 entstanden.